# Thrash Queen
Thrash Queen war eine US-amerikanische Thrash-Metal-Band aus New Britain (Connecticut). Sie war die erste nur aus Frauen bestehende Band dieses Genres.

## Bandgeschichte

### Originale Band
Diane „Princess Die“ Frost und Matt Brooks gehörten der Metal-Szene in Manchester, New Hampshire an. Brooks spielte Gitarre in der Band Hunter. Da er bei einem Autounfall beide Beine verlor, bekam er Sozialhilfe ausbezahlt, die er in ein kleines Metal-Label namens Landslyde investierte. Nach Hunter gründete er Killer Fox. Im Zuge des Erfolgs der Frauenband Girlschool und der Thrash-Metal-Band Metallica hatte er außerdem die Idee, beide Bands zu kombinieren. Er schlug dies Frost vor und Thrash Queen war geboren.
Die Band wurde erst während der Produktion des Debütalbums zusammengestellt. Robin Paradis, Laura Maguire und Jamie Winters gehörten zum Line-up, das auch das erste Album einspielte. Manslayer erschien 1984 auf Landslyde Records in den Vereinigten Staaten und wurde 1986 in Europa vom deutschen Independent-Label Metal Enterprises veröffentlicht. Das Album verfügte über eine sehr schlechte Produktion, da es nur auf vier Spuren und auf sehr schlechtem Equipment aufgenommen wurde.
Es existierte noch ein weiteres Line-up, das jedoch kein Album aufnahm. Die Band löste sich zu einem unbekannten Zeitpunkt auf.

### Thrash Queen II
Metal Enterprises besaß die Rechte am ersten Album. Da Thrash Queen und Killer Fox sich beide gegen Ende der 1990er auflösten, kam man auf die Idee, von beiden Bands zwei weitere Alben zu produzieren. Dazu heuerte man Studiomusiker an, die den Stil imitieren sollten. Das originale Line-up ist unbekannt. Ashes to Ashes erschien 1990. Produziert wurde das Album von Holger Schmidt (auch als Karl Kraftlos bekannt).

## Musikstil und Rezeption
Thrash Queen gilt zusammen mit Killer Fox als eine der schlechtesten Metal-Bands aller Zeiten und zementierte Metal Enterprises' Status als eines der schlechtesten Metal-Labels. Tatsächlich versuchte sich die Plattenfirma, nachdem sie mehrere Alben der Böhsen Onkelz produziert hatte, als Rechtsrock-Label einen Ruf aufzubauen. Insbesondere die dilettantische Produktion machte es schwierig, die Band ernst zu nehmen. Auch musikalisch bot man wenig Neues, die Musik war simpel und schnell gehalten, der Gesang simpel und erinnerte an eine Stimme, die unter dem Einfluss von Helium steht. Qualitativ war das zweite, von Studiomusikern eingespielte Werk wesentlich besser produziert, aber musikalisch ähnlich grenzwertig. Da man nicht genügend Material hatte, wurde das Album durch Ambient-Klänge auf eine normale Spielzeit gebracht.
Im Magazin Horror Infernal wettete Jens Reimnitz, dass jeder, der sich durch die Abfolge der „Songblamagen“ gequält habe, „nie wieder etwas von dieser Band hören möchte“. Uwe Lerch analysierte in seiner Rezension für das Crash-Magazin das Herstellungsprinzip: Mädels vom Strich plus Lieder von Idioten plus „Chopper (die Stimme aus dem Klo) als Aufnahmeleiter“. Matthias Mader merkte in US Metal Vol. 2 an, dass Manslayer zu den fünf schlechtesten Heavy-Metal-LPs gehört, die er je aufgelegt hat. Selbst die ersten Veröffentlichungen von Cryptic Slaughter hätten ihm besser gefallen. Zudem gab Mader einen Kommentar von Ingo Nowotny, Gründer von Metal Enterprises, zur Band folgendermaßen wieder: „Das war Scheiße! Der Sound war wirklich schlecht, ich habe damals […] Thrash Queen rein nach der Optik eingekauft. Ich dachte diese Kiss-orientierte Schiene [Killerfox – Anm. d. Verf.] und eine All-Girl-Thrashband würden gut laufen, aber diese Scheiben waren nicht gerade der Knaller.“ Im Infoblatt sei die Band laut Mader als „Trash Metal“, also „Müll Metal“, bezeichnet worden und als die erste komplett mit Frauen besetzte Thrash-Metal-Band der USA. Allerdings wurde die Band im Infoblatt als „Trash Queen“ bezeichnet. Ashes to Ashes sei sogar noch schlechter als der Vorgänger und ein Fall für das Guinness-Buch der Rekorde.
Laut Olaf Berhorst vom Metal Hammer fällt es schwer, Ashes to Ashes ernstzunehmen. Auf dem Album gebe es „[e]llenlange Intros, motivationsloses Gebolze, und ein[en] Gesang, der sich anhört, als hätte Nina Hagen Zahnschmerzen“. Er habe nichts gegen eine komplett weiblich besetzte Band im Thrash Metal, allerdings sei das Angebot an kompetenteren männlichen Bands sehr groß. Der Frauen-Bonus reiche bei Thrash Queen nicht mehr aus, weshalb es bei einem untauglichen Versuch bleibe. Die Musik diene allenfalls zur Belustigung, wobei einem das Lachen im Halse steckenbleibe, wenn man bedenke, dass andere, talentierte Bands keinen Plattenvertrag erreichen würden.

## Diskografie
- 1984: Manslayer (Landslyde Records/1986: Metal Enterprises)
- 1990: Ashes to Ashes (Metal Enterprises)